# Meczet ar-Raml
Meczet ar-Raml – meczet na Starym Mieście Akki, na północy Izraela.

## Historia
Meczet ar-Raml został wybudowany w 1702 roku na ruinach kościoła z okresu krzyżowców. W późniejszym czasie został rozbudowany, aby zaspokoić potrzeby rosnącej populacji miasta. Wchodził on w skład kompleksu magazynów i sklepów Chan asz-Szawarda.

## Architektura
Meczet wraz z dziedzińcem przylega od wschodu do Chan asz-Szawarda. Nad meczetem góruje biała kopuła i wysoki minaret.